# Hunter Paisami

a Compétitions nationales et continentales officielles uniquement.

b Matchs officiels uniquement.
Dernière mise à jour le 14 juin 2024.
Oikoumene « Hunter » Paisami, est né le 10 avril 1998 à Savai'i (Samoa). C'est un joueur de rugby à XV international australien d'origine samoane évoluant au poste de centre. Il joue avec la franchise des Queensland Reds en Super Rugby depuis 2020.

## Carrière

### En club
Hunter Paisami est né aux Samoa, puis émigre avec sa famille à Auckland en Nouvelle-Zélande lors de son enfance. Il est ensuite scolarisé au Mangere College, où il pratique le rugby. Il représente également les équipes jeunes de la province d'Auckland.
En 2015, il déménage en Australie à Melbourne, où il termine ses études avec le Pakenham Secondary College. Il joue par la suite avec le club amateur des Melbourne Harlequins en Dewar Shield.
Il commence sa carrière professionnelle en 2017 lorsqu'il est retenu avec l'équipe des Melbourne Rising pour disputer le NRC. L'année suivante, il rejoint aussi la franchise des Melbourne Rebels en Super Rugby, mais ne dispute aucune rencontre. Au mois de juillet 2018, il se fait licencier par les Rebels après sa participation à une altercation en boîte de nuit,.
Après la perte de son contrat, il se retrouve sans ressource, et doit pendant un temps être hébergé par son agent à Brisbane. Il joue ensuite avec le club amateur local du Wests Rugby en Queensland Premier Rugby. Il fait son retour au niveau professionnel en 2019, en disputant le NRC avec l'équipe de Brisbane City.
Remarqué par ses performances en club, il rejoint la franchise des Queensland Reds pour la saison 2020 de Super Rugby,. Il joue son premier match de Super Rugby le 31 janvier 2020 contre les Brumbies. Lors de sa première saison, il profite de la blessure de Jordan Petaia pour obtenir beaucoup de temps de jeu, et se fait remarquer par ses qualités de perforateur de défenses, malgré un gabarit assez modeste (1,72 m pour 91 kg),.
Dès sa première saison, il est finaliste du Super Rugby AU, après une défaite en finale face aux Brumbies. L'année suivante, à l'issue d'une finale identique, son équipe s'impose et remporte la compétition.

### En équipe nationale
Hunter Paisami joue avec la sélection scolaire australienne (en) en 2016, affrontant les Barbarians néo-zélandais.
Il est retenu avec l'équipe des Samoa des moins de 20 ans pour disputer le championnat du monde junior en 2017. Il dispute quatre matchs lors de la compétition, et inscrit vingt-sept points.
Il est sélectionné pour la première fois avec les Wallabies en septembre 2020 par le sélectionneur Dave Rennie pour préparer le Tri-nations 2020. Il obtient sa première cape internationale le 11 octobre 2020 à l’occasion d’un match contre l'équipe de Nouvelle-Zélande à Wellington.
En 2023, après une saison perturbée par les blessures, il n'est pas retenu pour disputer la Coupe du monde en France,.

## Palmarès
- Vainqueur du Super Rugby AU en 2021 avec les Queensland Reds.
- Finaliste du Super Rugby AU en 2020 avec les Queensland Reds.

## Statistiques
Au 14 janvier 2025, Hunter Paisami compte 31 capes en équipe d'Australie, dont 29 en tant que titulaire, depuis le 11 octobre 2020 contre l'équipe de Nouvelle-Zélande à Wellington. Il a inscrit 15 points soit 3 essais.
Il participe à trois éditions du Rugby Championship, en 2020, 2021 et 2022. Il dispute huit rencontres dans cette compétition.